# Дракониды
Дракониды (также известны как Джакобиниды) — метеорный поток, связанный с открытой в 1900 году кометой 21P/Джакобини — Циннера. 
Действует в начале октября, максимальное число метеоров наблюдается 8-10 октября. Наблюдать его лучше всего в предутренние часы в районе с ясным тёмным небом. Радиант расположен в созвездии Дракона в точке с α=17h23m и δ=+57°.
Активность потока переменна; в 1933 и 1946 годах наблюдались метеорные ливни с несколькими тысячами метеоров в час. В 2011 году активность потока составила ZHR=300.